# .hn
.hn là tên miền Quốc gia cấp cao nhất (ccTLD) của Honduras.

## Tên miền cấp hai
- .net.hn[1]
- .org.hn
- .edu.hn
- .gob.hn
- .com.hn